# Корнилий (Якобс)
Митрополи́т Корни́лий (эст. Metropoliit Kornelius, в миру Вячеслав Васильевич Якобс, эст. Vjatšeslav Jakobs; 19 июня 1924, Таллин, Эстонская Республика — 19 апреля 2018, Таллин, Эстония) — епископ Русской православной церкви; митрополит Таллинский и всея Эстонии, предстоятель Эстонской православной церкви Московского патриархата (1992—2018).
На момент смерти являлся старейшим по возрасту архиереем Русской православной церкви.

## Биография
В 1943 году окончил 6-ю среднюю школу, ныне именуемую Таллинской Кесклиннаской Русской гимназией.
С 1943 года служил псаломщиком в церкви Рождества Богородицы в Таллине.
19 августа 1945 года архиепископом Таллинским и Эстонским Павлом (Дмитровским) возведён в сан диакона.
8 февраля 1948 года епископом Исидором (Богоявленским) рукоположён во иерея и назначен настоятелем храмов Марии Магдалины и Александра Невского в Хаапсалу. Одновременно служил и на других приходах Таллинской епархии. Одним из его духовников был протоиерей Михаил Ридигер, отец патриарха Алексия II.
В 1951 году окончил заочное отделение Ленинградской духовной академии.
В 1951—1957 годах служил в храме в городе Вологде. По воспоминаниям Никиты Кривошеина, отбывавшего с ним срок в лагере, «на приходе в Вологде, проповедовал проникновенно, раздал несколько бердяевских книжек молодым людям, устраивал музыкальные вечера. Было в нём такое сильное „не наше“, что долго ждать лагерного срока ему не пришлось».
27 февраля 1957 года был арестован управлением КГБ по Вологодской области по обвинению в антисоветской агитации. Обвинение основывалось на хранении священником православной литературы и его беседах с верующими на религиозные темы. В мае 1957 года приговорён Вологодским областным судом к 10 годам лишения свободы, заключение отбывал в Дубравлаге (Мордовия). Никита Кривошеин вспоминал, что в лагере «ходить к нему за утешением не надо было: одно то, с какой кротостью он терпел сосуществование с лагерниками, не похожими на ангелов, лишение церковной радости, отрыв от своих, труд по понуждению и было для всех утешением. Всегда ровный, неизменно умный, ласково-улыбчивый…». Сохранились и опубликованы письма, которые посылал в лагерь священнику Вячеславу Якобсу таллинский протоиерей Валерий Поведский.
В июне 1960 года срок заключения ему был снижен до пяти лет, и 12 сентября 1960 года священник Вячеслав Якобс был условно-досрочно освобождён. Реабилитирован 14 октября 1988 года.
С ноября 1960 года — настоятель храма Иоанна Предтечи в Нымме (Таллин).
1 апреля 1966 года был возведён в сан протоиерея.
В 1974 году овдовел. По собственному признанию: «К сожалению, матушка рано умерла. Мой арест, тюрьма. А на руках — две дочки… Конечно, это подорвало ее и без того слабое здоровье».
Впоследствии награждён митрой. Избирался председателем приходского совета.

### Архиерейство
20 июля 1990 года на первом заседании Священного синода Русской православной церкви под руководством патриарха Алексия II был назначен епископом Таллинским, викарием Святейшего Патриарха.
21 августа 1990 года был пострижен в монашество в Успенском Псково-Печерском монастыре с именем Корнилий. 6 сентября 1990 года возведён в сан архимандрита.
15 сентября 1990 года в Александро-Невском кафедральном соборе хиротонисан во епископа Таллинского, Патриаршего викария. Хиротонию совершили Патриарх Московский и всея Руси Алексий II, митрополит Гельсингфорсский Тихон (Финляндская православная церковь), епископ Тамбовский и Мичуринский Евгений (Ждан), епископ Подольский Виктор (Пьянков) и епископ Новгородский и Старорусский Лев (Церпицкий).
С 11 августа 1992 года, в связи с решением Священного синода РПЦ о предоставлении Эстонской православной церкви автономии, стал предстоятелем Эстонской православной церкви с титулом епископ «Таллинский и всея Эстонии».
В 1993 году был временным членом Священного синода Русской православной церкви.
25 февраля 1995 года возведён в сан архиепископа.
С 6 ноября 2000 года — митрополит Таллинский и всея Эстонии.
Последовательный сторонник сохранения Эстонской православной церкви в юрисдикции Московского патриархата. В 1993 году самостоятельный характер этой церкви в составе Московского патриархата был подтверждён патриархом Алексием II (первоначально соответствующее решение было принято ещё патриархом Тихоном в 1920 году). Однако в течение длительного времени статус церкви в современной Эстонии носил неопределённый характер (так как значительная часть эстонских политиков поддерживали конкурирующую структуру — Эстонскую апостольскую православную церковь Константинопольского патриархата), и лишь в 2001 году её устав был официально зарегистрирован эстонскими властями.
24 декабря 2015 года Священным синодом, «принимая во внимание важность участия в руководстве работой Архиерейского Собора предстоятелей автономных и самоуправляемых частей Московского Патриархата», включён в состав Священного синода на время работы Собора.
28 ноября 2017 года Священным синодом, «принимая во внимание важность участия в руководстве работой Архиерейского Собора предстоятелей автономных и самоуправляемых частей Московского Патриархата», включён в состав Священного Синода на время работы Собора.
4 декабря 2017 года Патриархом Московским и всея Руси Кириллом удостоен права ношения второй панагии.
Скоропостижно скончался днём 19 апреля 2018 года, на 94-м году жизни от асфиксии, вызванной попаданием инородного тела в верхние дыхательные пути. 22 апреля в Александро-Невском кафедральном соборе состоялось отпевание почившего иерарха, которое возглавил митрополит Волоколамский Иларион в сослужении архиепископа Верейского Евгения (Решетникова), епископа Нарвского и Причудского Лазаря (Гуркина), епископа Елгавского Иоанна (Сичевского), епископа Маардуского Сергия (Телиха). Присутствовали митрополит Стефан (ЭАПЦ), епископ Илия (Ояперв) (ЭАПЦ), лютеранский епископ Урмас Вийльма (ЭЕЛЦ). Был похоронен на Александро-Невском кладбище.

## Семья
- Дед — Василий Христианович Якобс (1827—1908) — генерал-майор, военный инженер.
- Отец — Василий Васильевич Якобс (из Нарвы), родился в 1874 году, окончил Николаевское кавалерийское училище, полковник белой Северо-Западной армии (1919 год), эмигрировал в Эстонию. После присоединения Эстонии к СССР был арестован, расстрелян в Москве в 1940 году (или 1941).
- Мать — Татьяна Леонидовна, урождённая Епинатьева (1904—1996), дочь потомственного почётного гражданина.
- Жена — Татьяна Петровна, урождённая Соловьёва (1919—1974).
  - Дочь — Елена;
  - Дочь — Мария.

## Публикации
- Некролог [Винк X., протоиерей, Таллинская епархия] // Журнал Московской Патриархии. 1972. — № 7. — С. 32-33.
- Из жизни епархий: Таллинская епархия (пятидесятилетие храма) // Журнал Московской Патриархии. 1974. — № 1. — С. 26-28.
- Протоиерей Алексий Беляев [некролог] // Журнал Московской Патриархии. 1989. — № 1. — С. 34.
- «Гонения на православных в Эстонии усиливаются». Обращение архиепископа Таллинского и всея Эстонии // Радонеж. — № 12 (78). — Август 1998. — С. 2.
- О моём пути. — Таллин : [б. и.], 2009. — 256 с.
- Святой праведный Иоанн Кронштадтский, православные эстонцы и Эстония. — Таллин : Изд. отдел Эстонской Православной Церкви, 2011. — 391 с.
  - Kroonlinna püha õiglane Joann, õigeusklikud eestlased ja õigeusk Eestis. — Tallinn : Moskva Patriarhaadi Eesti Õigeusu Kiriku kirjastusosakond, 2012. — 238 с. — ISBN 978-9949-9357-0-3

## Награды
Церковные:
- 1966 — патриаршая грамота;
- 1973 — орден святого равноапостольного великого князя Владимира III степени
- 1985 — орден преподобного Сергия Радонежского III степени
- 1991 — орден Финской православной церкви — знак командора Рыцарства Святого Агнца (Pyhan Karitsan Ritarikunnan Komentajamerkki)
- 1994 — орден святого благоверного князя Даниила Московского II степени
- 1999 — орден преподобного Сергия Радонежского II степени;
- 2000 — орден святителя Иннокентия, митрополита Московского и Коломенского III степени;
- 2004 — орден святого равноапостольного великого князя Владимира II степени;
- 2008 — орден святителя Иннокентия, митрополита Московского и Коломенского II степени[7];
- 2008 — орден священномученика Исидора Юрьевского I степени Эстонской православной церкви[8];
- орден святого благоверного князя Даниила Московского II степени;
- 2009 — орден преподобного Сергия Радонежского I степени[9];
- 2013 — орден святителя Иннокентия, митрополита Московского и Коломенского I степени[10];
- 2017 — право ношения второй панагии.

Светские награды:
- Почётный гражданин города Таллина;
- лауреат премии по культуры имени Игоря Северянина (2001 год);
- 2008 — орден «За благодеяние» Российского клуба православных меценатов[11];
- 2009 — орден святой Анны 1-й степени (Российский императорский дом)[12]